# ホフ
『ホフ』は、B-DASHの2枚目のミニ・アルバム。

## 収録曲
| 全作詞・作曲: GONGON（#4、作詞: SHIMACHANG）、全編曲: B-DASH。 |                      |                                  |                                  |      |
| #                                                              | タイトル             | 作詞                             | 作曲・編曲                       | 時間 |
| 1.                                                             | 「ピコ」             | GONGON （#4、作詞: SHIMACHANG ） | GONGON （#4、作詞: SHIMACHANG ） | 3:23 |
| 2.                                                             | 「ハーコー」         | GONGON （#4、作詞: SHIMACHANG ） | GONGON （#4、作詞: SHIMACHANG ） | 3:03 |
| 3.                                                             | 「パラレルワールド」 | GONGON （#4、作詞: SHIMACHANG ） | GONGON （#4、作詞: SHIMACHANG ） | 2:55 |
| 4.                                                             | 「雪が降っても」     | GONGON （#4、作詞: SHIMACHANG ） | GONGON （#4、作詞: SHIMACHANG ） | 2:03 |
| 5.                                                             | 「ターボ」           | GONGON （#4、作詞: SHIMACHANG ） | GONGON （#4、作詞: SHIMACHANG ） | 1:52 |
| 6.                                                             | 「さわやか」         | GONGON （#4、作詞: SHIMACHANG ） | GONGON （#4、作詞: SHIMACHANG ） | 4:03 |
| 7.                                                             | 「スラマッパギ」     | GONGON （#4、作詞: SHIMACHANG ） | GONGON （#4、作詞: SHIMACHANG ） | 1:43 |
| 合計時間:                                                      | 合計時間:            | 19:02                            |                                  |      |

### 楽曲解説
1. ピコ
毎日放送「MUSIC EDGE + Osaka Style」オープニングテーマ。
2. ハーコー
5thシングル。ボーダフォン3Gキャンペーンソング。
3. パラレルワールド
4. 雪が降っても
5. ターボ
6. さわやか
7. スラマッパギ